# Georgina Gratrix
Georgina Gratrix, née en 1982 à Mexico, est une artiste peintre mexicaine.

## Biographie
Georgina Gratrix grandit à Durban en Afrique du Sud. Elle étudie à l'école des beaux-arts Michaelis de l'université du Cap, et obtient son diplôme en 2005, avec une spécialisation en peinture. Elle réside en Afrique du Sud. 

## Carrière artistique
Georgina Gratrix est réputée pour sa maîtrise de la technique de l'empâtement et sa façon humoristique et originale de déformer figures, objets et paysages à travers une esthétique d'exagération saturée. Son travail s'appuie sur un langage visuel distinctif qui attire un large public,.
Des portraits de proches côtoient d'immenses natures mortes de bouquets luxuriants et, dans une moindre mesure, des paysages verdoyants rappelant la province du KwaZulu-Natal, où l'artiste a grandi,. Ces œuvres honorent le lien avec un lieu et l'héritage artistique. Georgina Gratrix convie les visiteurs à entrer dans un univers où la maison, la communauté et la créativité se rejoignent.
Sa peinture est parfois qualifiée de "laide" et de dérangeante, à l'image de son portrait décalé de la personnalité médiatique Paris Hilton. Elle est parfois qualifiée de commentatrice culturelle avisée et de maîtresse de la culture pop par sa peinture.
Georgina Gratrix participe à plusieurs résidences, dont une à la fondation Ampersand à New York en 2018 et à Oaxaca au Mexique, en association avec le Centro de las Artes San Augustín (CASA).

## Reconnaissance
En 2018, Georgina Gratrix est lauréate du prix Art Brussels Discovery lors de l'édition du 50e anniversaire d'Art Brussels, pour sa présentation à la SMAC Gallery. La même année, elle reçoit le prix Ampersand Fellowship. 

## Prix
- 2018 : Prix Art Brussels Discovery
- 2018 : Prix Ampersand Fellowship

## Expositions

### Expositions solo
- The Pleasure is Mine, Nicodim Gallery, Los Angeles, 2020
- Nine Weeks, Nicodim Upstairs, Los Angeles, 2020
- The Reunion, Norval Foundation, Le Cap, Afrique du Sud, 2021
- THIS MUST BE THE PLACE, KwaZulu Natal Society of Arts, Durban, Afrique du Sud, 2021
- The Cult of Ugliness, UCT Irma Stern Museum, Le Cap, Afrique du Sud
- Colima 302, Proyectos Monclova, Mexico, 2023[11]
- Two Palms: New Works from Durban, The Stevenson Gallery, Johannesburg, 2024

### Expositions collectives
- Skin Stealers, Nicodim Gallery, Jeffrey Deitch, Los Angeles, 2019[12]
- Punch, curatrice Nina Chanel Abney, Jeffrey Deitch, Los Angeles, 2019
- Recent Acquisitions by the Homestead Collection, Norval Foundation, Le Cap, 2020
- Hollywood Babylon : A Re-Inauguration of the Pleasure Dome, Jeffrey Deitch, Nicodim Gallery, Los Angeles, 2020